# 国务院军队转业干部安置工作小组
国务院军队转业干部安置工作小组，是中华人民共和国国务院成立的国务院议事协调机构，负责军队转业干部安置工作。

## 沿革
1975年，邓小平主持中央和军委日常工作后，批准成立国务院军队转业干部安置工作小组，他强调对转业干部“地方要承担起来，把他们安置好”。1975年，恢复了军队转业干部安置工作制度。1975年8月13日，国务院、中央军委以国发〔1975〕129号文件发布《关于军队干部退出现役暂行办法》。1975年10月23日，国务院、中央军委发出国发〔1975〕170号文件，批转国务院军队转业干部安置工作小组、总政治部《关于做好一九七五年军队转业干部安置工作的报告》。
1980年，中共中央、国务院、中央军委发出中发〔1980〕3号文件，批转总政治部、民政部、国家劳动总局《关于将1969年至1975年期间军队复员干部改办转业的请示报告》，将1969年到1975年期间作复员处理的41万军队干部改办转业。1980年5月10日，国家劳动总局、解放军总政治部、民政部、粮食部、公安部、财政部、国务院军队转业干部安置工作小组发出《关于贯彻执行中发〔1980〕3号文件若干具体问题的规定》。
改革开放初期，除了文化大革命期间作复员安排的41万军队干部“复改转”外，军队开始大规模裁军，数十万转业干部需接收安置。另外中国人民解放军基本建设工程兵、中国人民解放军工程兵、中国人民解放军铁道兵建制撤销，10万多名干部集体转业。中央为此出台了一系列政策法规。国务院军队转业干部安置工作小组、中共中央组织部、国务院人事部门和中国人民解放军总政治部每年都联合起草关于做好军转安置工作的报告，上报中央批准实施。1981年，军地军转安置部门第一次对当年转业到政法部门的52000多名军转干部进行了专业培训。
1985年6月，邓小平宣布百万大裁军。1985年6月8日，中共中央、国务院、中央军委发出《关于支持军队体制改革、精简整编的通知》。1985年7月2日，全国军队转业干部安置工作会议在北京召开，会议部署了百万大裁军期间的军转安置工作。在百万大裁军期间每年的军转安置工作会议上，中央有关领导都亲自接见会议代表并讲话。1985年到1987年这三年，地方共接收安置45万军队转业干部，其中有大批分配到工商、税务、银行等系统和政法部门，更主要的是分配到企业、事业单位。百万大裁军前，军队转业干部由部队组织培训，1985年中国人民解放军总政治部建议改由地方全面负责培训，随后各地按中央文件要求，陆续建起军转干部培训中心，国务院军转办组织编写了培训教材，依托各高等院校组织教学。国务院军转办还直接组织承办了中国人民解放军总参谋部、中国人民解放军空军和武警部队这三个系统的转业前培训班。
1986年，经国务院、中央军委批准，国务院军队转业干部安置工作小组、劳动人事部、总政治部共同召开了中华人民共和国成立以来首次全国军队转业干部先进个人、安置工作先进单位代表会议（简称“双先会”），共248名个人、103个单位获得表彰。
国务院军转办还建立并推行了中央一级机关计划接收分配转业干部的体制。“文革”后期的1975年恢复军队转业干部安置工作制度时，地方各级人事部门尚没有完全恢复，军转工作乃按照属地管理。当时在北京，军队转业干部需转到中央一级机关的，或者中央一级机关单位需要转业干部的，都直接同北京市军转办联系。1976年粉碎“四人帮”后的几年中，中央国家机关恢复组建，急需干部，但统一接收分配转业干部的体制一直未能建立。国务院军转办自1985年起开始编制计划，统一接收分配到中央一级机关的军队转业干部，随后将其制度化。
1990年代起，随着社会主义市场经济迅速发展，计划经济体制下的军转安置方式亟待改革。1993年江泽民在接见全国军队转业干部安置工作会议代表时讲话。1998年在接见出席全国军队转业干部安置工作会议代表时，江泽民继续强调军转安置方式改革。2000年前后，继省军区、卫戍区、警备区设转业工作办公室后，各大军区、军兵种等恢复或成立专门的转业工作机构，国务院军转安置工作小组办公室进一步充实了力量。1997年3月《中华人民共和国国防法》公布施行，军转安置工作改革从此有了法律依据。
20世纪末，中央决定裁减军队员额50万。中央指出：由于军队裁减员额同机构改革中精简人员及企业减员增效同时进行，军转安置工作任务会更加艰巨。各级党委和政府一定要从大局出发，通盘考虑，优先安排好军队转业干部。中共中央政治局常委会专门召开会议，研究军转安置工作的政策措施。裁减军队员额50万期间转业干部安置任务圆满完成。
2001年1月19日，国务院、中央军委颁布实施《军队转业干部安置暂行办法》。2001年2月5日，解放军总政治部、中共中央组织部、人事部、国务院军队转业干部安置工作小组发布国转联〔2001〕1号文件，印发《〈军队转业干部安置暂行办法〉宣传教育提纲》。
2003年6月15日，胡锦涛对军转安置工作作出指示，要求适应社会主义市场经济发展的要求，积极推进军转安置工作的改革和创新，建设中国特色退役军官安置制度。2006年5月16日，胡锦涛再次要求深化转业安置政策调整改革。同时裁减军队员额20万期间的军转安置工作展开。军转安置工作创新发展，各地探索实践了转业干部考试考核、供需见面、双向选择等安置办法，逐步完善了公开、公平、公正的安置机制，军队转业干部自主择业也显示出良好势头。2007年，中共中央、国务院、中央军委印发《关于进一步做好军队转业干部安置工作的意见》。2007年12月10日，全国军队转业干部高校教育培训基地在清华大学揭牌。

## 职责
2001年《军队转业干部安置暂行办法》第六条规定：“国家设立军队转业干部安置工作机构，在中共中央、国务院、中央军事委员会领导下，负责全国军队转业干部安置工作。”该《办法》详细规定了军队转业干部安置工作的总则、转业安置计划、安置地点、工作分配与就业、待遇、培训、社会保障、家属安置、安置经费、管理与监督、附则。

## 组成人员
| 1988年6月29日，国务院办公厅发出《国务院办公厅关于调整国务院军队转业干部安置工作小组成员的通知》（国办发〔1988〕28号），调整后的组成人员如下： 组长 - 赵东宛（人事部部长） 副组长 - 杨白冰（总政治部主任） 成员 - 孟连昆（中组部副部长） - 李昌安（国务院副秘书长） - 郝建秀（国家计委副主任） - 张汉夫（人事部副部长） - 李伯勇（劳动部副部长） - 刘仲藜（财政部副部长） - 范宝俊（民政部副部长） - 刘安元（总后勤部政委） | 2001年3月9日《国务院办公厅关于调整国务院军队转业干部安置工作小组成员的通知》调整后的组成人员是： 组长 - 张学忠（人事部部长） 副组长 - 于永波（总政治部主任） - 戴光前（人事部副部长） 成员 - 李铁林（中央组织部副部长） - 崔占福（国务院副秘书长） - 郝建秀（国家发展计划委员会副主任） - 张保庆（教育部副部长） - 罗锋（公安部副部长） - 杨衍银（民政部副部长） - 金立群（财政部副部长） - 王东进（劳动和社会保障部副部长） - 刘志峰（建设部副部长） - 刘廷焕（中国人民银行副行长） - 程法光（国家税务总局副局长） - 李树文（国家广播电影电视总局副局长） - 韩新民（国家工商行政管理局副局长） - 唐天标（总政治部副主任） - 周坤仁（总后勤部政委） - 李栋恒（武警部队政治部主任） - 赵刚（总政治部干部部部长） - 苏廷林（人事部军官转业安置司司长） |

| 2003年4月24日《国务院办公厅关于调整国务院军队转业干部安置工作小组组成人员的通知》发出，称根据《国务院关于议事协调机构和临时机构设置的通知》（国发〔2003〕10号）以及人员变动情况和工作需要，国务院决定调整该小组的组成人员。调整后的组成人员是： 组长 - 张柏林（人事部部长） 副组长 - 戴光前（人事部副部长） - 唐天标（总政治部副主任） 成员 - 赵洪祝（中组部副部长） - 高俊良（中宣部副部长） - 王澜明（中央编办副主任） - 徐绍史（国务院副秘书长） - 李盛霖（发展改革委副主任） - 张保庆（教育部副部长） - 白景富（公安部副部长） - 罗平飞（民政部副部长） - 李 勇（财政部部长助理） - 王东进（劳动保障部副部长） - 刘志峰（建设部副部长） - 刘廷焕（人民银行副行长） - 钱冠林（税务总局副局长） - 胡占凡（广电总局副局长） - 王众孚（工商总局局长） - 张文台（总后勤部政委） - 李栋恒（武警部队政治部主任） - 赵 刚（总政治部干部部部长） - 张涵光（人事部军官转业安置司司长） | 2008年，根据《国务院关于议事协调机构设置的通知》（国发〔2008〕13号）和工作需要，国务院决定调整国务院军队转业干部安置工作小组组成人员。调整后的组成人员是： 组长 - 尹蔚民（人力资源社会保障部部长） 副组长 - 何宪（人力资源社会保障部副部长） - 许耀元（总政治部主任助理） 成员 - 沈跃跃 （中央组织部副部长） - 孙志军（中央宣传部副部长） - 吴知论（中央编办副主任） - 王 勇（国务院副秘书长） - 张 茅（发展改革委副主任） - 李卫红（教育部副部长） - 刘金国（公安部副部长） - 罗平飞（民政部副部长） - 李 勇（财政部副部长） - 齐 骥（住房城乡建设部副部长） - 杜金富（人民银行行长助理） - 钱冠林（税务总局副局长） - 刘玉亭（工商总局副局长） - 胡占凡（广电总局副局长） - 孙大发（总后勤部政治委员） - 秦怀保（武警部队政治部主任） - 张超金（总政治部干部部副部长） - 张义全（人力资源社会保障部副司长） |

| 2013年《国务院办公厅关于调整国务院军队转业干部安置工作小组组成人员的通知》（国办发〔2013〕41号）调整后的组成人员是： 组长 - 尹蔚民（人力资源社会保障部部长） 副组长 - 何宪（人力资源社会保障部副部长） - 崔昌军（总政治部主任助理） 成员 （不详） | 2017年《国务院办公厅关于调整国务院军队转业干部安置工作小组组成人员的通知》（国办发〔2017〕33号）调整后的组成人员是： 组长 - 尹蔚民（人力资源社会保障部部长） 副组长 - 傅兴国（人力资源社会保障部副部长、国家公务员局局长） - 何宏军（中央军委政治工作部主任助理） 成员 （不详） |

## 办事机构
退役军人事务部移交安置司，与国务院军队转业干部安置工作小组办公室（简称国务院军转办）合署办公，是中华人民共和国退役军人事务部内设机构。

### 沿革
国务院军队转业干部安置工作小组的办事机构是国务院军队转业干部安置工作小组办公室（对外简称“国务院军转办”）。1980年7月14日，国务院决定将民政部政府机关人事局和国务院军队转业干部安置工作小组办公室合并成立国家人事局。1982年起，国务院军队转业干部安置工作小组办公室设在中华人民共和国劳动人事部。1988年分设中华人民共和国人事部后，改设在人事部，内部称“军官转业安置司”。2003年《国务院办公厅关于调整国务院军队转业干部安置工作小组组成人员的通知》称，国务院军队转业干部安置工作小组的具体工作由人事部承担。2008年国务院调整国务院军队转业干部安置工作小组组成人员时，明确国务院军队转业干部安置工作小组的具体工作由新成立的中华人民共和国人力资源和社会保障部承担。国务院军队转业干部安置工作小组办公室，即人力资源和社会保障部军官转业安置司。

### 历任领导
历任办公室主任、副主任是：

| 主任 - 张文庄（1975年－1985年，1980年起为国家人事局副局长、党组成员兼，1982年起为国家劳动人事部干部局局长兼） - 李宗周（1985年－1990年，1988年起为人事部军官转业安置司司长兼） - 张长胜（？－1995年，人事部军官转业安置司司长兼） - 苏廷林（1995年－？，人事部军官转业安置司司长兼） - 张涵光（？－？，人事部军官转业安置司司长兼） - 张义全（？－？，人力资源和社会保障部军官转业安置司副司长、司长兼） - 王志明（？－，人力资源和社会保障部军官转业安置司司长兼） | 副主任 …… - 张义全（？－？） - 李建新（？－？） - 曹俊（？－？） - 江力平（？－？） - 陆振兴（？－） |